# Іноуе Томохіро
Томохіро Іноуе (яп. 井上 智裕; нар. 17 липня 1987, Кобе, префектура Хіого) — японський борець греко-римського стилю, дворазовий бронзовий призер чемпіонатів Азії, учасник Олімпійських ігор.

## Життєпис
У 2003 році став бронзовим призером чемпіонату Азії серед кадетів.
Закінчив Японський університет спортивної науки.

## Спортивні результати на міжнародних змаганнях

### Виступи на Олімпіадах
| Змагання                    | Збірна | Вагова категорія                 | Місце |
| --------------------------- | ------ | -------------------------------- | ----- |
| Літні Олімпійські ігри 2016 | Японія | греко-римська боротьба, до 66 кг | 5     |

### Виступи на Чемпіонатах світу
| Змагання                        | Збірна | Вагова категорія                 | Місце |
| ------------------------------- | ------ | -------------------------------- | ----- |
| Чемпіонат світу з боротьби 2018 | Японія | греко-римська боротьба, до 72 кг | 12    |
| Чемпіонат світу з боротьби 2019 | Японія | греко-римська боротьба, до 72 кг | 22    |
| Чемпіонат світу з боротьби 2021 | Японія | греко-римська боротьба, до 72 кг | 16    |

### Виступи на Чемпіонатах Азії
| Змагання                       | Збірна | Вагова категорія                 | Місце  |
| ------------------------------ | ------ | -------------------------------- | ------ |
| Чемпіонат Азії з боротьби 2013 | Японія | греко-римська боротьба, до 74 кг | Бронза |
| Чемпіонат Азії з боротьби 2015 | Японія | греко-римська боротьба, до 71 кг | 8      |
| Чемпіонат Азії з боротьби 2018 | Японія | греко-римська боротьба, до 72 кг | Бронза |
| Чемпіонат Азії з боротьби 2019 | Японія | греко-римська боротьба, до 72 кг | 8      |

### Виступи на інших змаганнях
| Змагання                                                     | Збірна | Вагова категорія                 | Місце  |
| ------------------------------------------------------------ | ------ | -------------------------------- | ------ |
| Золотий Гран-прі з боротьби 2013 (Сомбатгей)                 | Японія | греко-римська боротьба, до 74 кг | 9      |
| Міжнародний меморіал Білла Фаррелла 2014                     | Японія | греко-римська боротьба, до 71 кг | Бронза |
| Гран-прі FILA 2015                                           | Японія | греко-римська боротьба, до 66 кг | 19     |
| Гран-прі Угорщини з боротьби 2016                            | Японія | греко-римська боротьба, до 66 кг | 11     |
| Олімпійський кваліфікаційний турнір з боротьби 2016 (Астана) | Японія | греко-римська боротьба, до 66 кг | Золото |
| Кубок Владислава Пітласинські 2016                           | Японія | греко-римська боротьба, до 66 кг | 20     |
| Гран-прі Угорщини з боротьби 2017                            | Японія | греко-римська боротьба, до 71 кг | 5      |
| Міжнародний меморіал Дейва Шульца 2017                       | Японія | греко-римська боротьба, до 72 кг | Золото |
| Турнір Дана Колова — Николи Петрова 2018                     | Японія | греко-римська боротьба, до 72 кг | 5      |
| Турнір Вехбі Емре і Гаміта Каплана 2018                      | Японія | греко-римська боротьба, до 72 кг | 9      |
| Чемпіонат Японії з боротьби 2018                             | Японія | греко-римська боротьба, до 72 кг | Золото |
| Гран-прі Угорщини з боротьби 2019                            | Японія | греко-римська боротьба, до 72 кг | 8      |
| Турнір Дана Колова — Николи Петрова 2019                     | Японія | греко-римська боротьба, до 72 кг | 5      |
| Чемпіонат Японії з боротьби 2019                             | Японія | греко-римська боротьба, до 77 кг | Бронза |
| Всеяпонський відкритий чемпіонат з боротьби 2021             | Японія | греко-римська боротьба, до 72 кг | Золото |

### Виступи на змаганнях молодших вікових груп
| Змагання                                     | Збірна | Вагова категорія                 | Місце  |
| -------------------------------------------- | ------ | -------------------------------- | ------ |
| Чемпіонат Азії з боротьби серед кадетів 2003 | Японія | греко-римська боротьба, до 69 кг | Срібло |
| Чемпіонат Азії з боротьби серед кадетів 2007 | Японія | греко-римська боротьба, до 58 кг | 5      |
| Чемпіонат Азії з боротьби серед юніорів 2005 | Японія | греко-римська боротьба, до 66 кг | 5      |
| Чемпіонат Азії з боротьби серед юніорів 2006 | Японія | греко-римська боротьба, до 66 кг | 5      |